# 가나야가와역
가나야가와역(일본어: 金谷川駅)은 일본 후쿠시마현 후쿠시마시에 있는 동일본 여객철도 도호쿠 본선의 역이다. 섬식 승강장 1면 2선 구조를 지닌 지상역이다.

## 타는 곳
| 1 | ■ 도호쿠 본선 | (상행) | 고리야마 · 구로이소 방면 |
| 2 | ■ 도호쿠 본선 | (하행) | 후쿠시마 · 시로이시 방면 |

## 이용 현황
| 연도   | 하루 평균 승차 인원 |
| 2000년 | 2,434               |
| 2001년 | 2,456               |
| 2002년 | 2,464               |
| 2003년 | 2,495               |
| 2004년 | 2,535               |
| 2005년 | 2,602               |
| 2006년 | 2,603               |
| 2007년 | 2,617               |
| 2008년 | 2,697               |
| 2009년 | 2,739               |
| 2010년 | 2,732               |
| ------ | ------------------- |

## 역 주변
- 후쿠시마 대학

## 인접 정차역
| 도호쿠 본선            | 도호쿠 본선   | 도호쿠 본선                  |
| ---------------------- | ------------- | ---------------------------- |
| 마쓰카와 구로이소 방면 | ■ 도호쿠 본선 | 미나미후쿠시마 후쿠시마 방면 |